# Maihueniopsis clavarioides
Maihueniopsis clavarioides ist eine Pflanzenart in der Gattung Maihueniopsis aus der Familie der Kakteengewächse (Cactaceae). Das Artepitheton clavarioides leitet sich vom Namen der Gattung Clavaria sowie dem lateinischen Wort -oides für ‚-ähnlich‘ ab.
Das Artepitheton clavarioides bedeutet ‚keulenartig‘.

## Beschreibung
Maihueniopsis clavarioides wächst geophytisch mit einer großen, geschwollenen Pfahlwurzel und einem Büschel unterirdischer Triebe. Die wenig verzweigten dunkel gräulich braunen, nicht gehöckerten Triebabschnitte wachsend entlang des Bodens oder ragen nur wenig aus ihm heraus. Sie sind 2 bis 3 Zentimeter lang, zylindrisch bis verkehrt konisch, meist an der abgeflachten Endfläche etwas gestutzt bis eingefallen. In der Natur sind die Triebabschnitte in der Regel einjährig. Die sehr kleinen Areolen sind im oberen Teil der Triebabschnitte sehr zahlreich und stehen gedrängt beieinander. Glochiden werden nicht ausgebildet. Die bis zu zehn winzigen Dornen sind kammförmig angeordnet und liegen an der Trieboberfläche an. Sie sind 1 Millimeter lang.

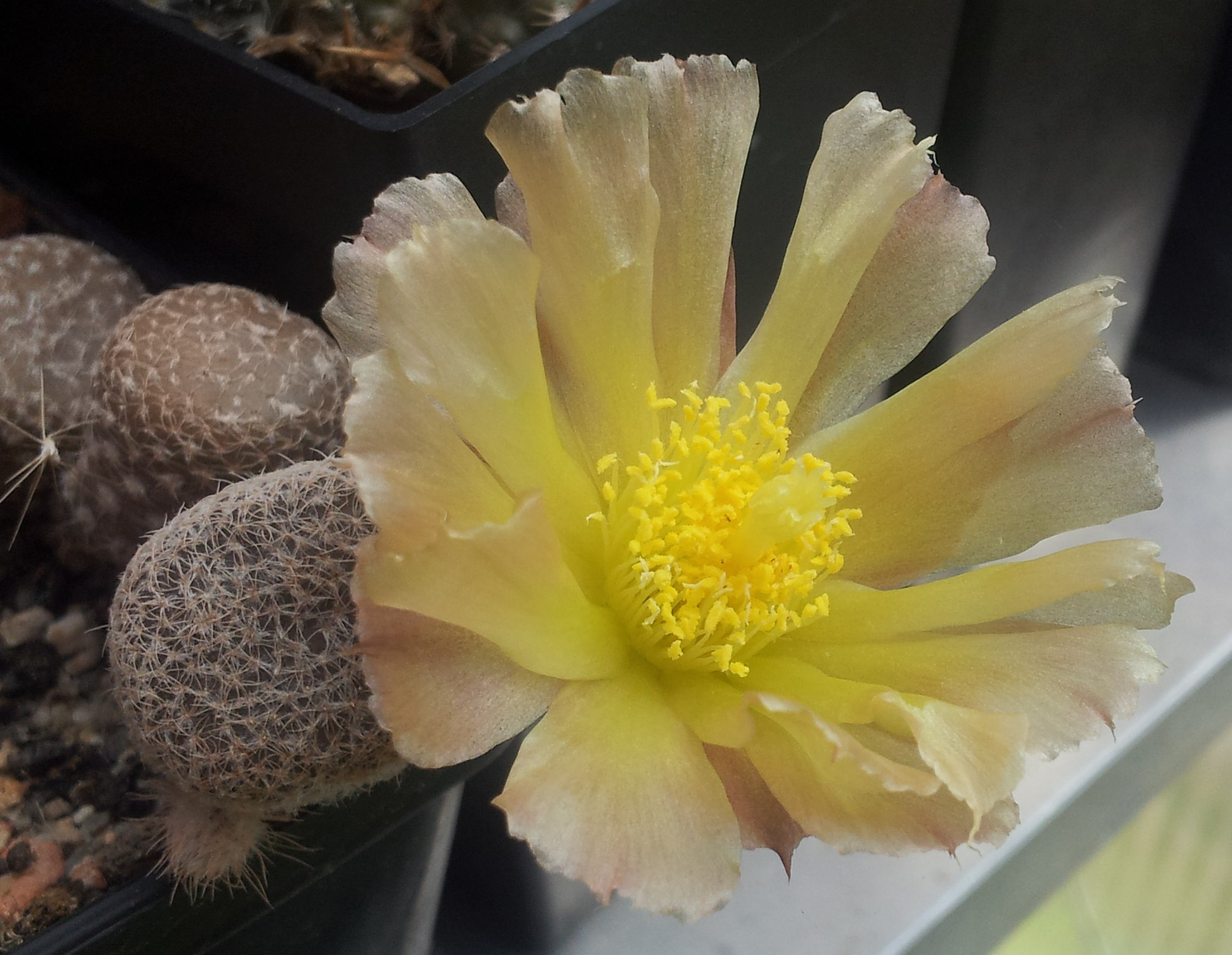
Blüte von Maihueniopsis clavarioides

Die gelblich grünen bis olivgrünen Blüten erscheinen seitlich und weisen eine Länge von bis zu 4 Zentimeter auf. Ihr Perikarpell ist mit kleinen Schuppen besetzt, die in ihren Achseln kurze Haare und Borsten tragen. Die birnenförmigen, dunkel schwärzlich violetten, auftrocknenden Früchte reißen nicht auf und sind 1,5 bis 2 Zentimeter lang.

## Verbreitung, Systematik und Gefährdung
Maihueniopsis clavarioides ist in den argentinischen Provinzen San Juan und Mendoza in Höhenlagen von 2000 bis 2800 Metern auf trockenen Hängen und Ebenen mit spärlicher Vegetation verbreitet.
Die Erstbeschreibung als Opuntia clavarioides erfolgte 1837 durch Ludwig Georg Karl Pfeiffer. Edward Frederick Anderson stellte die Art 1999 in die Gattung Maihueniopsis. Weitere nomenklatorische Synonyme sind Cereus clavarioides Pfeiff. (1837), Cylindropuntia clavarioides (Pfeiff.) F.M.Knuth (1936), Austrocylindropuntia clavarioides (Otto ex Pfeiff.) Backeb. (1942), Puna clavarioides (Otto ex Pfeiff.) R.Kiesling (1982) und Tephrocactus clavarioides (Pfeiff.) G.D.Rowley (2006).
In der Roten Liste gefährdeter Arten der IUCN wird die Art als „Near Threatened (NT)“, d. h. potentiell gefährdet geführt. Die Entwicklung der Populationen wird als stabil angesehen.

## Nachweise